# Onthophagus gibbulus
Onthophagus gibbulus là một loài bọ cánh cứng trong họ Bọ hung (Scarabaeidae).